# Тревор Шоу
Тревор Єн Шоу (англ. Trevor Ian Shaw; 18 березня 1928, Йорк, Велика Британія — 26 вересня 1972) — британський дослідник у галузі фізіології тварин, біофізики та мембранології, професор, член Лондонського королівського товариства. Знаний дослідженнями струмів у гігантському аксоні кальмара, розробив методику перфузії гігантського аксона. Працював під керівництвом нобелівського лауреата з фізіології або медицини Алана Годжкіна.

## Біографія
Народився в Йорку, в родині працівника залізниці Донована Шоу та його дружини Мони. Певний час родина мешкала в Карлайлі, де Донован працював на найбільшій в Європі сортувальній станції в Кінгзмурі. Навчався в школі в Грейт-Ейтоні, закінчив Школу Бутгема. Надалі вступив до кембриджського Клейр-Коледжу, де став вивчати медицину. Під час навчання зацікавився роботою Кембриджської фізіологічної лабораторії і під впливом Едгара Дугласа Едріана відмовився від вивчення клінічної медицини на користь фізіології.
Після завершення навчання 1950 року Шоу вступив до аспірантури до Фізіологічної лабораторії Кембриджського університету під керівництвом Алана Годжкіна, отримував стипендію від Медичної дослідницької ради. 1954 року захистив дисертацію доктора філософії з фізіології на тему натрієвих і калієвих струмів у мембрані еритроцитів. Після здобуття ступеню короткий час проходив військову службу в лабораторії хімічного захисту в Портон-Дауні. 1955 року почав працювати в Плімутській морській лабораторії під керівництвом морського біолога Фредеріка Расселла, спочатку за грантом від Управління з ядерної енергії Сполученого королівства, а далі на штатній посаді.
У 1966 році перейшов працювати до Коледжу королеви Марії, де обійняв посаду професора кафедри зоології. Для того, щоб Шоу міг і далі займатися дослідженнями, адміністрація коледжу дозволила йому й далі працювати в Плімуті протягом осіннього семестру.
Тревор Шоу читав лекції в Лейдені, Гамбургу, Римі, Університетах Іллінойсу та Алабами, в Інституті Макса Планка, Вагелос-Коледжі лікарів та хірургів Колумбійського університету. Також мав тривалі дослідницькі відрядження в Каліфорнійському університеті в Лос-Анжелесі, Університеті Дюка та в Монтемарському інституті морської біології (Чилі).
1955 року одружився з Ганною Шмелцер, з якою познайомився при перетинанні Ла-Маншу на кораблі. Вони мали двох дочок.
Тревор Шоу загинув у залізничній пригоді 26 вересня 1972 року.

## Членство в наукових товариствах
Тревор Шоу працював у радах низки наукових товариств, зокрема в Товаристві експериментальної біології, Асоціації морської біології та Асоціації біології прісних вод. Також входив до правління Британського фізіологічного товариства та Британського національного комітету з біології та біофізики.
1971 року Тревора Шоу обрали членом Лондонського королівського товариства. 1971 року він здобув Наукову медаль Лондонського зоологічного товариства. 1972 року представляв Королівське товариство під час візиту до Академії наук Японії.

## Наукові дослідження

### Натрій-калієвий обмінник еритроцитів
Перші дослідження Шоу були присвячені іонам калію та натрію в еритроцитах. На початку 1950-х років було відомо, що мембрана клітини є проникною до іонів натрію та калію. За допомогою радіоактивно мічених атомів було показано, що іони калію, яких більше всередині клітини, ніж у плазмі крові, активно обмінюються між клітиною та плазмою крові, тоді як іони натрію роблять це менш активно. Також було встановлено, що процес переходу через мембрану потребує енергії та припиняється при порушенні гліколізу. Шоу вивчав властивості руху іонів натрію і калію через мембрану й встановив, що вихід іонів натрію з клітини має близьку швидкість до входу іонів калію в клітину. Якщо він знижував концентрацію калієвих солей у навколишньому розчині, то рух іонів натрію за межі клітини вповільнювався. З цього дослідник зробив висновок про наявність іоннообмінного механізму для транспорту цих іонів. За результатами цих досліджень Шоу побудував математичну модель натрій-калієвого обмінника, яка загалом відповідає сучасним уявленням про цей білок.

### Поглинання йоду водоростями
Під час своєї роботи на Плімутській морській станції провів низку досліджень з поглинання йоду водоростями. Ця проблема мала прикладний характер через ядерні випробування та похідну від них радіоактивність, оскільки радіоактивний ізотоп йоду є одним з продуктів розпаду урану. Шоу довів, що водорості нездатні поглинати з води іон йодиду, але потребують його окиснення до молекулярного йоду або подальшого гідролізу цієї молекули до гіпойодитної кислоти (HIO).

### Гігантський аксон кальмара
Найбільший внесок у біофізику Тревор Шоу зробив, досліджуючи електричні властивості гігантського аксона кальмара. У вересні 1960 року Алан Годжкін надіслав до Плімута 21-річного студента Пітера Бейкера для ознайомлення з фізіологічними експериментами на кальмарах. Шоу негайно залучив його до дослідів. За спогадами П. С. Калдвелла, Шоу запропонував у бесіді під час чаювання видавити аксоплазму з аксона та виміряти потенціали на мембрані, а вже невдовзі спробував це зробити та досяг успіху. Ця методична новація дозволила Шоу і Бейкеру вільно замінювати йонний та молекулярний склад цитоплазми нервового волокна — здійснювати перфузію. Завдяки цій заміні вони довели, що під час проходження потенціалу дії відбувається зміна проникності мембрани гігантського аксона до іонів натрію та калію.
Перфузія гігантського аксона також допомогла Шоу визначити необхідність молекул АТФ, аргінінфосфату та фосфоенолпірувату для функції натрій-калієвого обмінника, необхідного для генерації потенціалів дії. В одному з експериментів Шоу та Бейкер ввели до порожнього аксону екстракт з черевець жуків-світляків для вимірювання концентрації АТФ шляхом спостереження свічення: люцифераза світляків працює тільки за присутності АТФ.
Також Шоу встановив приблизну кількість натрієвих каналів на мембрані гігантського аксона кальмара.

### Фоточутливі пігменти світлових рецепторів
Також вивчав особливості пігментів фоторецепторів сітківки акул. Працюючи в Каліфорнії, виявив родопсин, який максимально поглинає світло з довжиною хвилі 472 нм. Також науковцеві вдалося вперше встановити, що родопсин поглинає більше ліворуч поляризоване світло, ніж праворуч поляризоване, тобто має коловий дихроїзм.

### Інші теми
Тревора Шоу також активно цікавила проблема плавучості морських тварин. У дослідах на станції Віллафранке 1957 року він описав механізми плавучості медуз, реброплавів, тунікатів та молюсків. Основну роль у позитивній чи нейтральній плавучості відіграє вміст солей у тканинах тварин. Попри ізоосмотичний з морською водою склад солей, тканини цих тварин мали меншу концентрацію сульфатів. Досліджуючи нейтральну плавучість глибоководних кальмарів поблизу Плімута, встановив, що вона забезпечується заміною хлориду натрію на хлорид амонію.
В останній рік життя займався розробкою методики, яка б дозволяла вимірювати рухи цитоплазми всередині нервової клітини.

## Наукові праці
Тревор Шоу був автором і співавтором понад 30 наукових публікацій. Посмертно 1973 року в видавництві Квін-Мері-Коледжу вийшло видання його вибраних праць «The Collected Works of Trevor Ian Shaw, 1928-1972».
- Shaw, T. I., & Cooper, L. H. (1957). State of iodine in sea water. Nature, 180(4579), 250. https://doi.org/10.1038/180250a0
- Shaw, T. I. (1959). The mechanism of iodide accumulation by the brown sea weed Laminaria digitata; the uptake of 131 I. Proceedings of the Royal Society of London. Series B, Biological sciences, 150(940), 356–371. https://doi.org/10.1098/rspb.1959.0027
- Shaw T. I. (1960). The mechanism of iodide accumulation by the brown sea weed Laminaria digitata. II. Respiration and iodide uptake. Proceedings of the Royal Society of London. Series B, Biological sciences, 152, 109–117. https://doi.org/10.1098/rspb.1960.0027
- Caldwell, P. C., Hodgkin, A. L., Keynes, R. D[en]., & Shaw, T. I. (1960). Partial inhibition of the active transport of cations in the giant axons of Loligo. The Journal of Physiology, 152(3), 591–600. https://doi.org/10.1113/jphysiol.1960.sp006510
- Caldwell, P. C., Hodgkin, A. L., Keynes, R. D., & Shaw, T. I. (1960). The effects of injecting 'energy-rich' phosphate compounds on the active transport of ions in the giant axons of Loligo. The Journal of physiology, 152(3), 561–590. https://doi.org/10.1113/jphysiol.1960.sp006509
- Baker, P. F., Hodgkin, A. L., & Shaw, T. I. (1961). Replacement of the protoplasm of a giant nerve fibre with artificial solutions. Nature, 190, 885–887. https://doi.org/10.1038/190885a0
- Baker, P. F., Hodgkin, A. L., & Shaw, T. I. (1962). The effects of changes in internal ionic concentrations on the electrical properties of perfused giant axons. The Journal of physiology, 164(2), 355–374. https://doi.org/10.1113/jphysiol.1962.sp007026
- Caldwell, P. C., Hodgkin, A. L., Keynes, R. D., & Shaw, T. I. (1964). THE RATE OF FORMATION AND TURNOVER OF PHOSPHORUS COMPOUNDS IN SQUID GIANT AXONS. The Journal of physiology, 171(1), 119–131. https://doi.org/10.1113/jphysiol.1964.sp007366
- Baker, P. F., & Shaw, T. I. (1965). A comparison of the phosphorus metabolism of intact squid nerve with that of the isolated axoplasm and sheath. The Journal of physiology, 180(2), 424–438. https://doi.org/10.1113/jphysiol.1965.sp007710
- Crescitelli, F., Mommaerts, W. F., & Shaw, T. I. (1966). Circular dichroism of visual pigments in the visible and ultraviolet spectral regions. Proceedings of the National Academy of Sciences of the United States of America, 56(6), 1729–1734. https://doi.org/10.1073/pnas.56.6.1729
- Shaw T. I. (1966). Cation movements in perfused giant axons. The Journal of physiology, 182(1), 209–216. https://doi.org/10.1113/jphysiol.1966.sp007819
- Moore, J. W., Narahashi, T., & Shaw, T. I. (1967). An upper limit to the number of sodium channels in nerve membrane?. The Journal of physiology, 188(1), 99–105. https://doi.org/10.1113/jphysiol.1967.sp008126
- Crescitelli, F., Mommaerts, W. F., & Shaw, T. I. (1967). The circular dichroism of visual pigments, particularly in the ultra-violet. The Journal of physiology, 189(2), 74P–75P.
- Baker, P. F., Foster, R. G., Gilbert, D. S., & Shaw, T. I. (1968). Sodium transport and perfused axons. Biochimica et Biophysica Acta, 163(4), 560–562. https://doi.org/10.1016/0005-2736(68)90086-2
- Gilbert, D. S., & Shaw, T. I. (1969). Extrusion and perfusion of the giant nerve fibre of Myxicola infundibulum. The Journal of physiology, 204(1), 28P–29P.
- Crescitelli, F., Foster, R. F., & Shaw, T. I. (1969). The circular dichroism of suspensions of frog rod outer segments. The Journal of physiology, 202(1), 189–195. https://doi.org/10.1113/jphysiol.1969.sp008803
- Baker, P. F., Blaustein, M. P., Keynes, R. D., Manil, J., Shaw, T. I., & Steinhardt, R. A. (1969). The ouabain-sensitive fluxes of sodium and potassium in squid giant axons. The Journal of physiology, 200(2), 459–496. https://doi.org/10.1113/jphysiol.1969.sp008703
- Foster, R. F., Gilbert, D. S., & Shaw, T. I. (1969). Maintenance of sodium transport in perfused axons. Biochimica et biophysica acta, 183(2), 401–403. https://doi.org/10.1016/0005-2736(69)90097-2
- Martin, K., & Shaw, T. I. (1970). The production of adenosine triphosphate in perfused giant axons of Loligo. The Journal of physiology, 208(1), 171–185. https://doi.org/10.1113/jphysiol.1970.sp009112
- Baker, P. F., Foster, R. F., Gilbert, D. S., & Shaw, T. I. (1971). Sodium transport by perfused giant axons of Loligo. The Journal of physiology, 219(2), 487–506. https://doi.org/10.1113/jphysiol.1971.sp009674
- Shaw, T. I., & Newby, B. J. (1972). Movement in a ganglion. Biochimica et biophysica acta, 255(1), 411–412. https://doi.org/10.1016/0005-2736(72)90042-9